# The Lords of Salem
The Lords of Salem är en amerikansk skräckfilm från 2012, skriven och regisserad av Rob Zombie. Filmen handlar om ett coven häxor som hemsöker Salem, Massachusetts.

## Handling
Under Häxprocesserna i Salem avrättades 25 oskyldiga människor för häxeri, men pastorn Johnathan Hawthorne och bröderna Magnus upptäckte sex riktiga häxor i färd med människooffer som de tog till fånga och brände. 300 år senare råkar DJ:n Heidi Hawthorne spela en vinylskiva som bär på en förbannelse och väcker Salems Herrar till liv och de är ute efter blod...

## Rollista (i urval)
- Sheri Moon Zombie – Heidi Hawthorne
- Bruce Davison – Francis Matthias
- Jeff Daniel Phillips – Herman "Whitey" Salvador
- Judy Geeson - Lacy Doyle
- Ken Foree – Herman Jackson
- Patricia Quinn – Megan
- Meg Foster – Margaret Morgan
- Dee Wallace – Sonny
- María Conchita Alonso – Alice Matthias
- Richard Fancy – AJ Kennedy
- Andrew Prine - Pastor Johnathan Hawthorne
- Michael Berryman – Virgil Magnus
- Sid Haig – Dean Magnus
- Bonita Friedericy – Abigail Hennessey
- Suzanne Voss – Elizabeth Jacobs
- Torsten Voges – Greve Gorgann
- Julian Acosta – Prästen
- Lisa Marie – Priscilla Reed
- John 5 – Halvard
- Gabriel Pimentel – Amon
- Roger W. Morrissey – Beelzebub

## Om filmen
Rob Zombie har förklarat att det här var den första film han gjort där han haft fullständig kreativ frihet och att det skulle bli hans mörkaste film. En trailer visades under en konsert med Rob Zombie, han har även gjort en låt med namnet "The Lords of Salem" som finns med på albumet Educated Horses.

### Musik
Filmens musik komponerades av rockgitarristen John 5 och gjorde i samma stil som skräckmusiken i filmer som Suspiria och Exorcisten. Låten All Tomorrow's Parties av The Velvet Underground spelas även i filmen.